# Dioni Jurado
Dioni Jurado Gomez (Amsterdam, 30 oktober 1997) is een Nederlandse zanger en musicalartiest. Hij was lid van de boyband B-Brave.

## Musicals
Jurado speelde voor zijn eerste hoofdrol in een aantal kleinere musicals. In 2009 werd hij gecast voor de rol van Ciske in Ciske de Rat. Hierna speelde hij nog in twee andere musicals.

### Rollen
- Smet en Smeer en het geheim van de boomfeestdag - Smet – hulpje van de tovenaar Deliktus
- Narnia de heks, de leeuw en de kleerkast - Dwerg pollux
- Bugsy Malone - Fizzy (de schoonmaker)
- Kruistocht in Spijkerbroek - Ensemble
- Ciske de Rat - Ciske
- The Sound of Music -  Kurt van Trapp
- Dokter Dolittle - Tommy
- Fashion Chicks - Jim

## Zanger
Vanaf 2011 richtte Jurado zich op het zingen van popliedjes. Met het nummer Ik wil jou probeerde hij in 2011 en 2012 met het Junior Songfestival mee te doen, maar haalde beide keren de liveshows niet. Hierna bracht Jurado twee singles uit. De tweede single A Brand New Day, die speciaal voor het goede doel Zip Your Lip was geschreven, ging in première op 15 januari 2012 in het programma Zapplive. In 2013 deed Jurado samen met Kaj van der Voort, Samuel Leijten, Cassius Verbond en Jai Wowor als B-Brave mee aan X Factor, waar ze derde zijn geworden. Na X-Factor zijn ze als band (B-Brave) doorgegaan en hebben ze een album "De eerste date" uitgebracht in 2014 en daarna de ep "Los". De leden van de band maakten op 7 maart 2017 bekend dat ze in "gezamenlijk overleg" hadden besloten te stoppen, zonder nadere uitleg te geven. De afscheidsconcerten van B-Brave vonden plaats op 29 en 30 april 2017.

## Stemacteur
Naast het spelen in musicals en zingen heeft Jurado enkele stemmen ingesproken, waaronder die van Gibby uit de serie iCarly en Fernando in de film Rio. en heeft hij de stem van Timmy Saunders ingesproken van de Japanse manga-anime serie; Inazuma Eleven en de stem van de jonge Drake in de Nederlandstalige versie van Uncharted 3.

## Discografie

### Singles
| Single met eventuele hitnotering(en) in de Nederlandse Top 40 | Datum van verschijnen | Datum van binnenkomst | Hoogste positie | Aantal weken | Opmerkingen |
| ------------------------------------------------------------- | --------------------- | --------------------- | --------------- | ------------ | ----------- |
| Dit is mijn wereld                                            | 2012                  | -                     | -               | -            |             |
| A Brand New Day                                               | 2013                  | -                     | -               | -            |             |